# Cechovní kašna (Cheb)
Cechovní kašna v Chebu je kulturní památka stojící v Kamenné ulici nedaleko náměstí Krále Jiřího z Poděbrad a řeky Ohře. Sochu na vrcholu spodobňující učně a tovaryše vytvořil sochař Johann Adolf Mayerl roku 1926´, slavnostně byla odhalena 6. června tohoto roku. Celkem se na mříži kašny nachází 33 kovových cechovních znaků. Roku 1945 došlo k postupné destrukci kašny a v následujících letech zmizely některé cechovní znaky. Kašna byla po konci komunistické éry roku 1992 opravena na náklady města a jeho bývalých německých občanů.
Součástí sochy na vrcholu kašny jsou znaky 5 cechů: zobrazeni jsou hostinští, sládci a sladovníci, tesaři, barvíři, pekaři.

## Vznik kašny

### Vznik záměru a soutěž
Záměr postavit novou kašnu se zrodil krátce poté, co byla dokončena kašna se sochou dudáka. Jako vhodné místo bylo vytipováno křížení ulic Kamenná a Cechovní nazývané Fluth. Kašna měla upomínat na zašlou slávu cechů. Soutěž město vypsalo roku 1924, záštitu nad projektem převzala Jednota živnostenských společenstev politického okresu Cheb, která se považovala za nástupce cechů a řemeslné výroby.